# Geyersche Binge

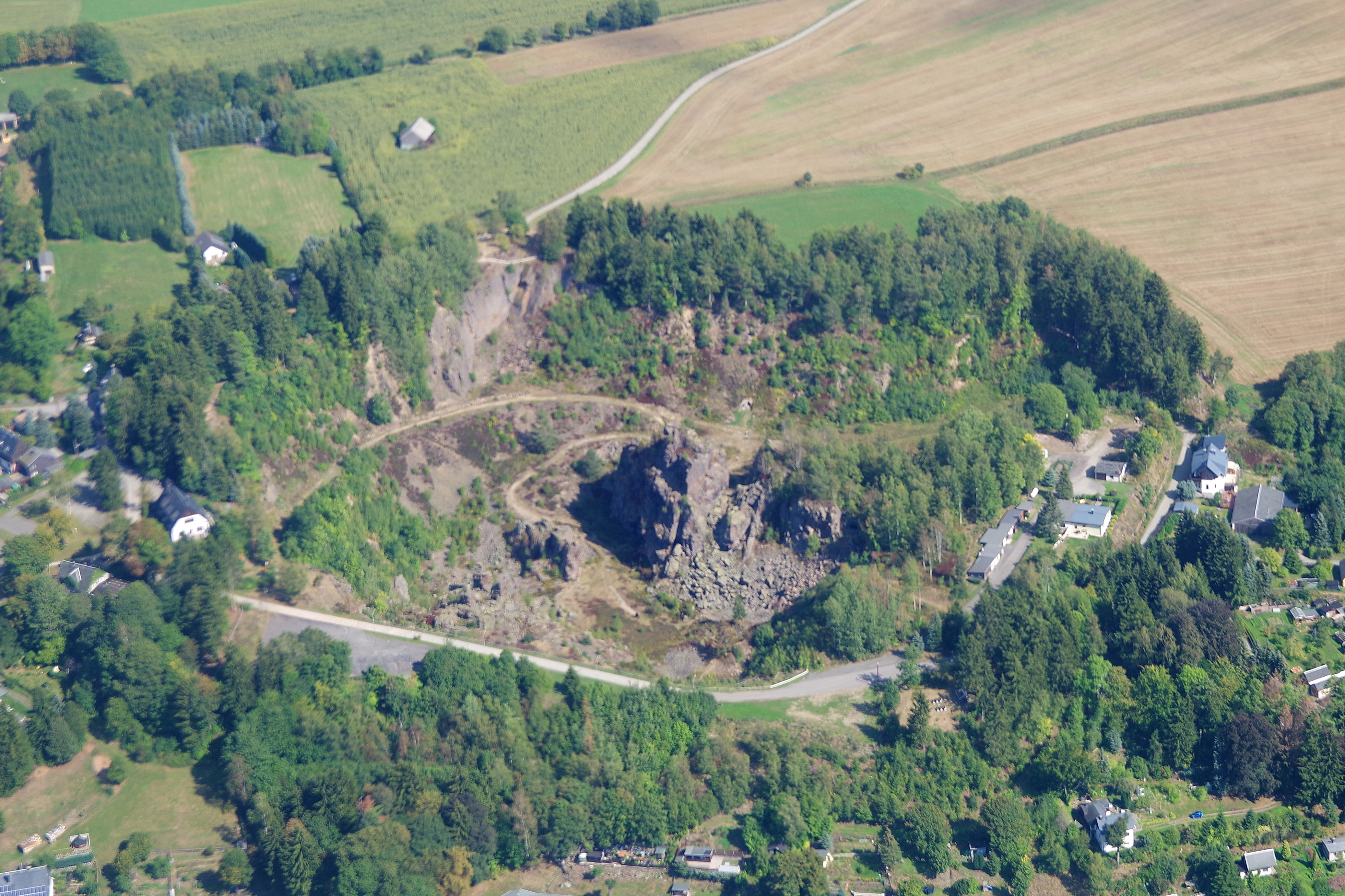
Luftaufnahme der Binge

Die Geyersche Binge ist eine durch Bergbau entstandene Pinge in Geyer im sächsischen Erzgebirgskreis. Die beiden Hauptbrüche ereigneten sich in den Jahren 1704 und 1803. Seit 1935 steht die Binge unter Naturschutz.

## Lage und Größe

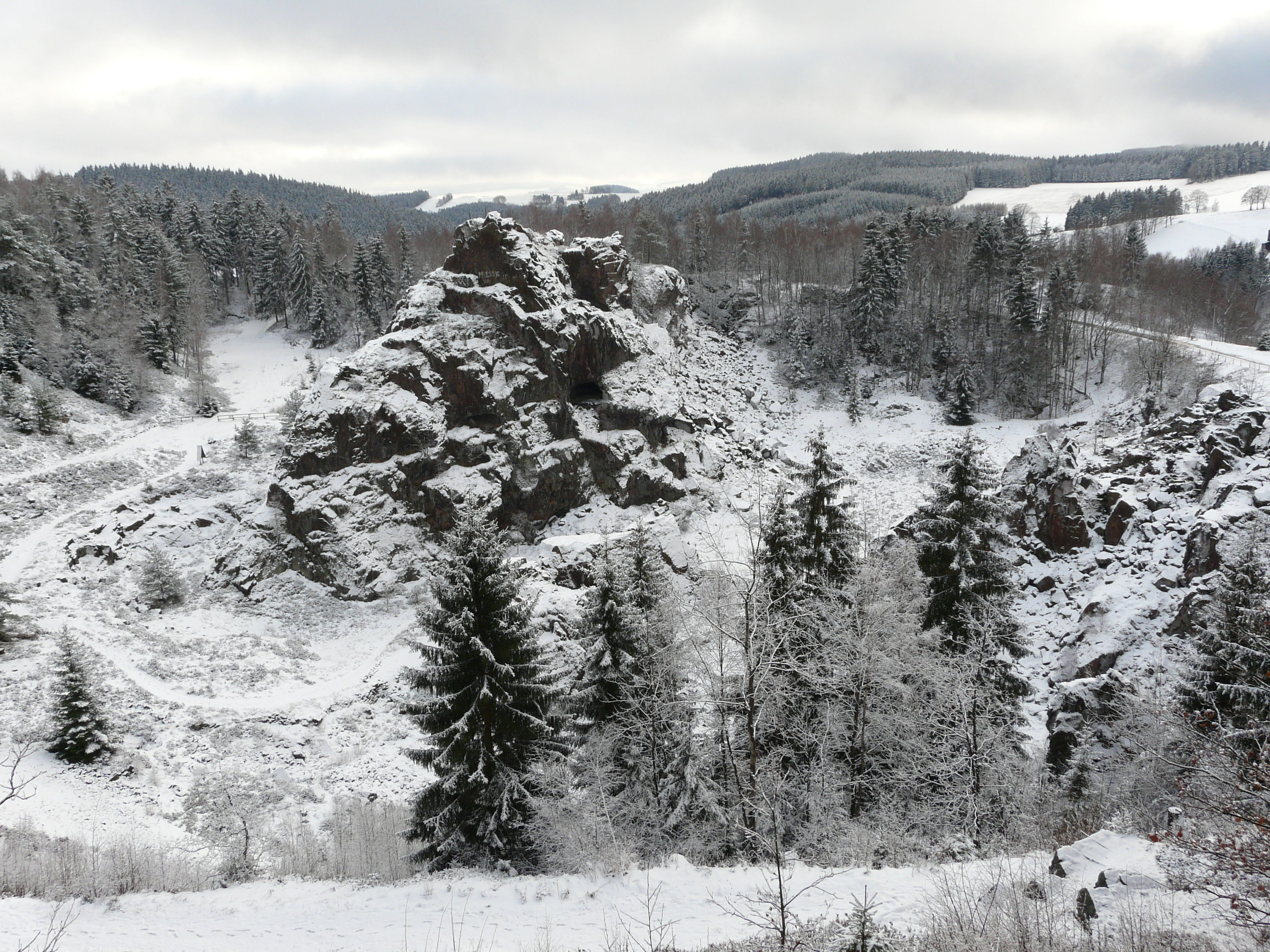
Geyersche Binge im Winter

Die Binge befindet sich am Geyersberg unmittelbar am Südostrand der Stadt Geyer an der Ortsgrenze zu Siebenhöfen. Sie ist heute 50 bis 60 m tief und umfasst eine Fläche von etwa 200 m × 250 m.

## Geschichte

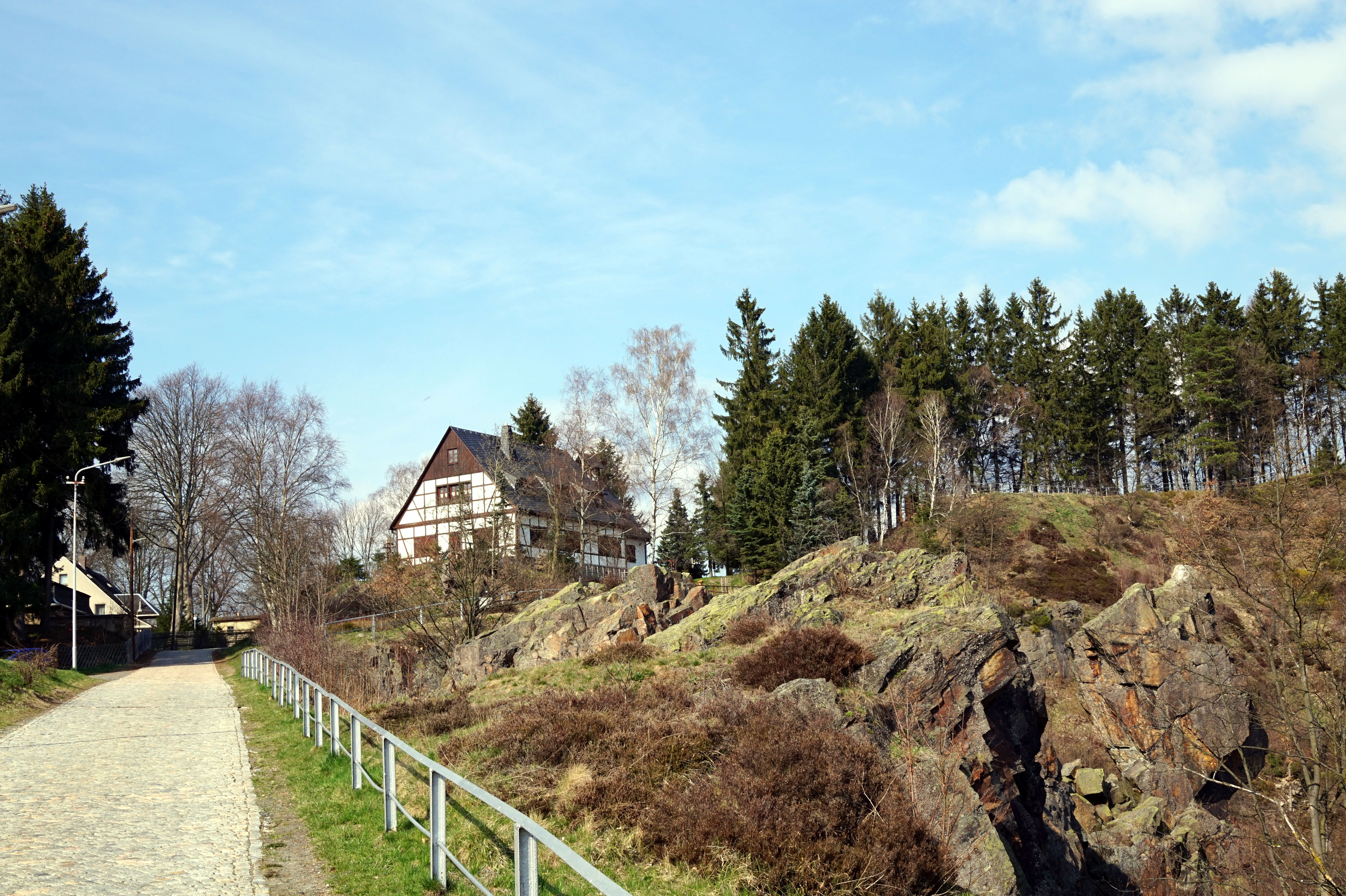
Das Huthaus an der Binge

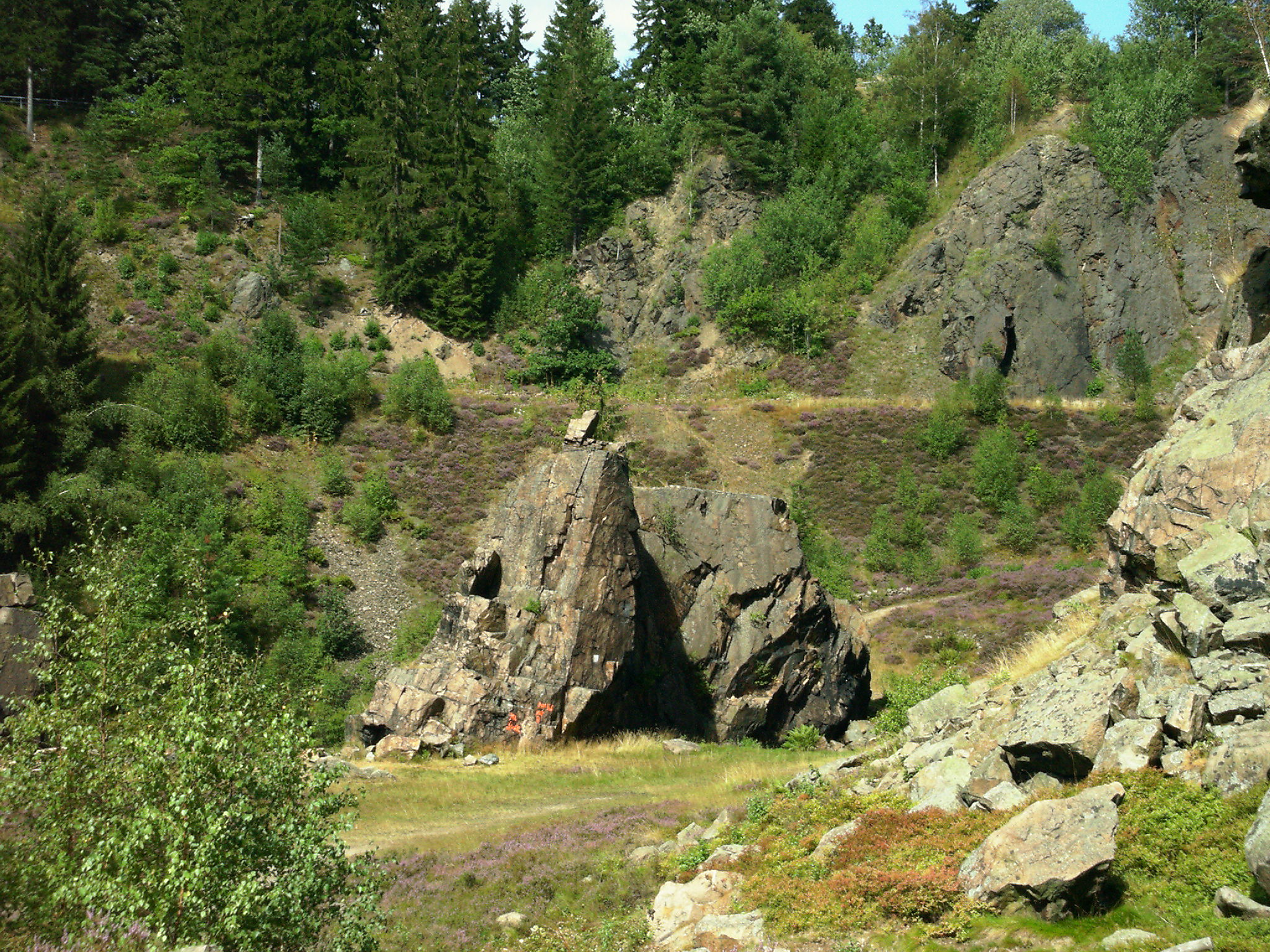
Zentrum der Geyerschen Binge

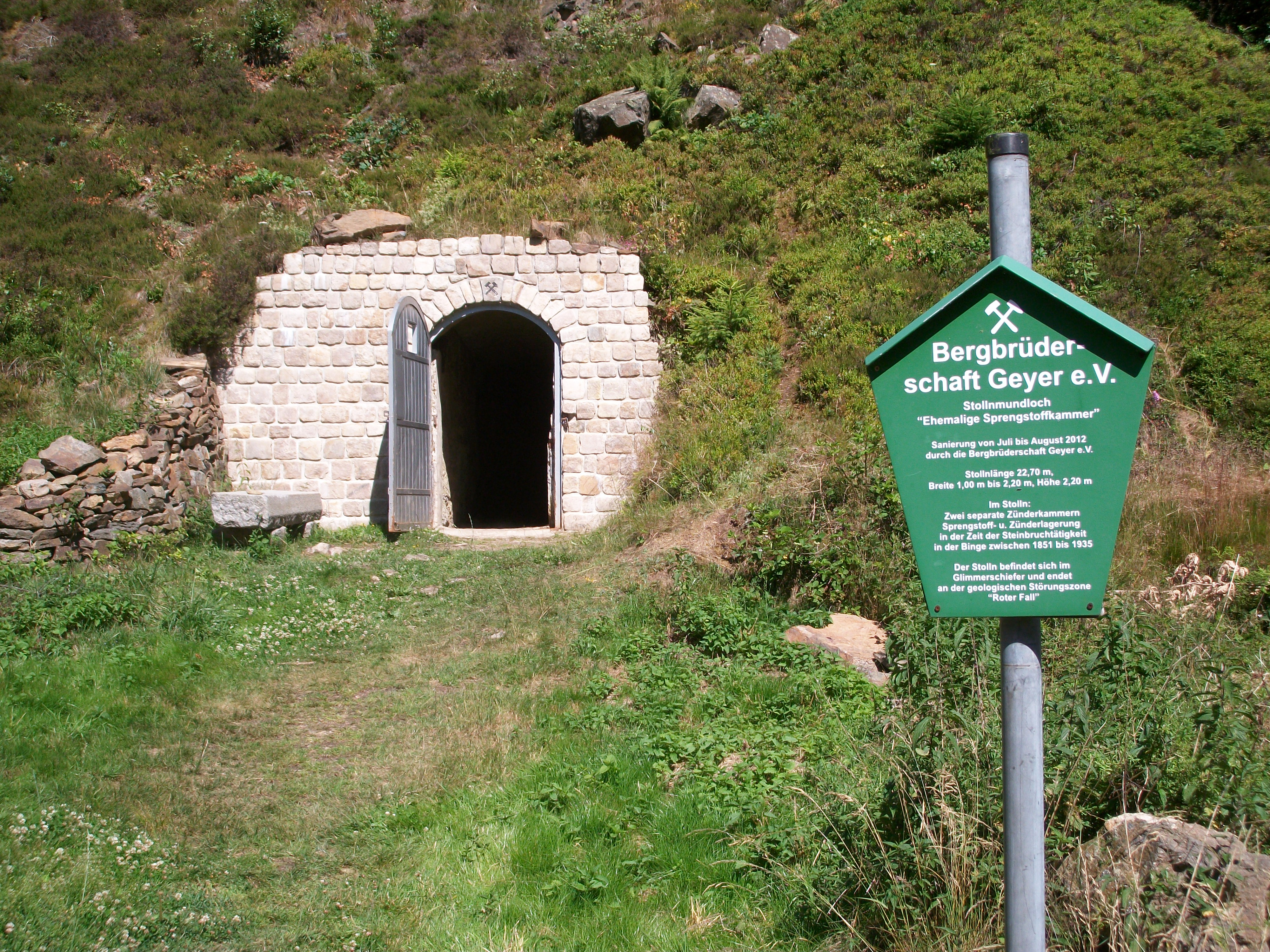
Geyersche Binge, Stollnmundloch Sprengstoffkammer mit Infotafel

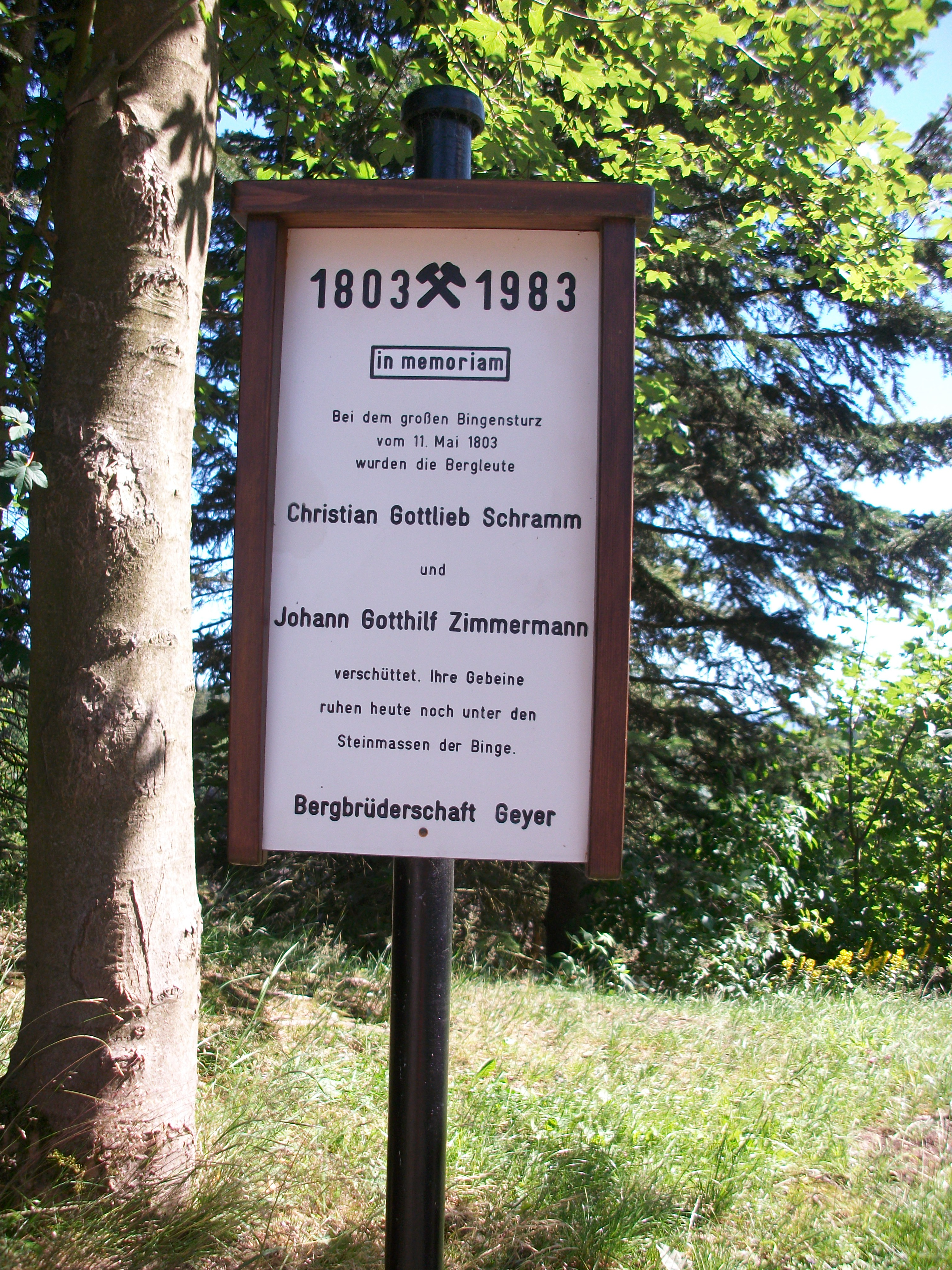
Gedenkstätte an der Binge in Geyer

### Bergbau am Geyersberg
Am Geyersberg im Südosten von Geyer wurde der Bergbau erstmals urkundlich in den Jahren 1395 bis 1400 erwähnt. Hier wurde hauptsächlich Zinn gefördert, aber auch Silber, Kupfer und weitere Erze. Durch Zusammenschluss von sieben Gruben entstand 1462 ein erstes bergmännisches Großunternehmen im Erzgebirge, die privilegierte Thiermann-Stolln-Gesellschaft. Im Jahr 1699 begann der Übergang zum Tiefbau im Hirtenstollen. Zwischen 1739 und 1773 wurden jährlich zwischen vier und zehn Tonnen Zinn produziert. Die Grube „Weiße Zeche“ förderte in den Jahren 1767 und 1768 mit 884 Zentnern Zinn eine besonders große Menge. In den Jahren 1740 und 1741 gab es um den Geyersberg 17 Zechen, 25 Pochwerke und Wäschen sowie 4 Zinnhütten. Der Abbau erfolgte dabei bis in eine Tiefe von 106 m.

### Entstehung der Binge
Aufgrund des harten Granitgesteins am Geyersberg wurde vor allem die Technik des Feuersetzens angewandt. Für einen Zentner Zinn mussten etwa 10 Kubikmeter Gestein abgebaut werden. Somit entstanden in einem Zeitraum von 400 Jahren Bergbautätigkeit Weitungen von bis zu 40 Meter Durchmesser und 35 Meter Höhe. Die vielen durch intensiven Raubbau entstandenen, zu dicht beieinander liegenden Hohlräume und Gänge wurden dem Bergwerk unter dem Geyersberg schließlich zum Verhängnis.
Ein erster größerer Bruch unter Tage führte 1704 zur Intensivierung des Bergbaus, da die Bruchmassen leichter zu gewinnen waren. Zu dieser Zeit einigten sich die zwölf Eigenlehner mit 100 Mann Belegschaft auf eine gemeinsame Wasserhaltung. Im Jahr 1773 wurden die Kleinbetriebe durch den sächsischen Staat übernommen. Nach dem Zusammenschluss wurden die Anteile neu aufgeteilt.
Im Jahr 1791 kam es zu einem weiteren Untertagebruch und 1795 erfolgte ein erster Pingenbruch, durch den die tieferen Abbaue überflutet wurden. In der Folge mussten mehrere Betriebe schließen. Der letzte und verhängnisvollste Bruch ereignete sich am 11. Mai 1803, als der gesamte Berg in sich zusammenbrach und das Gestein bis zum November des Jahres nicht zur Ruhe kam. Er führte zur Einstellung des Tiefbaus. Seitdem ragt das Felsmassiv des „Knauers“ aus der kraterförmigen Vertiefung. Bis heute ruhen zwei verschüttete Bergleute unter den Gesteinsmassen. Die ehemaligen Grubenbaue haben ein Ausmaß von etwa 250.000 Kubikmetern. Nachdem der Bergbau ab 1809 in geringem Umfang wieder aufgenommen worden war, kam er im Jahr 1851 endgültig zum Erliegen.

### Geschichte der Geyerschen Binge bis zur Gegenwart
Ab 1851 gewann ein Steinbruchbetrieb die Bruchmassen der Binge. In dieser Zeit entstand die Sprengstoffkammer, deren Stollnmundloch im Jahr 2012 durch die Bergbrüderschaft Geyer e.V. saniert wurde. Besonders intensiv wurde die Binge zwischen 1895 und 1914 bzw. 1919 und 1929 als Steinbruch genutzt. Somit ist das heutige Volumen der Pinge nicht nur durch den Einsturz der untertägigen Hohlräume entstanden, sondern auch durch die Nutzung als Steinbruch, welcher jährlich etwa 12.000 Kubikmeter Bruchmassen aufarbeitete. Da im Steinbruch wiederholt Zinnstein, Arsenkies und Wismut gefunden wurden, erfolgte im Jahr 1907 die Wiederaufnahme des Bergbaues und Abteufung des Franz-Schachtes. Bereits 1913 erfolgte nach sechs Jahren Bergbau der Konkurs des Unternehmens. Im Jahr 1935 wurde die Binge unter Naturschutz gestellt.
In den 1950er Jahren begann die letzte Bergbauära. Mit neuerer Technik versuchte man im Jahr 1957 die Aufwältigung und Vertiefung des Franz-Schachtes, wodurch 1958 einige Restvorkommen erschlossen werden konnten. Dabei wurden noch etwa 200.000 Kubikmeter offene Hohlräume entdeckt, die dem großen Bingenbruch standgehalten hatten. Bis 1960 erfolgten noch Erkundungsarbeiten mit negativem Verlauf. In Teilbereichen der Binge gab es im Jahr 1969 erneute Einbrüche. In den Jahren 2011 und 2012 wurde der neue Hirtenstollen zur Sicherung des kontrollierten Wasserabflusses aus der Binge saniert. Das Huthaus an der Binge wurde im Jahr 1994 durch die Stadt Geyer errichtet. Es dient dem Erzgebirgszweigverein Geyer als Domizil.

## Tourismus
Der ca. 60 Meter tiefe Einsturzkessel kann auf befestigten Pfaden besichtigt werden. Weiterhin kann der obere Rand der Binge umwandert werden. Tafeln außerhalb und innerhalb der Binge geben Informationen zu ihrer Geschichte. Um den Krater der Binge führt ein Lehrpfad, der über geologische Gegebenheiten und seltene Pflanzen und Tiere informiert. Im Sommerhalbjahr werden von Mai bis Oktober thematische Führungen zur Bergbaugeschichte, zur Geschichte der Binge und des Einsturzkraters, zum Feuersetzen und alten Bergbautechnologien und besondere Schul- und Kinderführungen angeboten.

## Film
Dem DEFA-Kinderfilm Die Squaw Tschapajews von Günter Meyer diente die Geyersche Binge 1972 als Filmkulisse. In der sechsten Episode der ZDF-Kriminalfilmreihe Erzgebirgskrimi mit dem Titel Tödliche Abrechnung beobachten die Teilnehmer eines Reviergangs unter der Führung von Altförster Georg Bergelt, wie eine Person von dem Felsen stürzt.